# Viersener Straße 180 (Mönchengladbach)

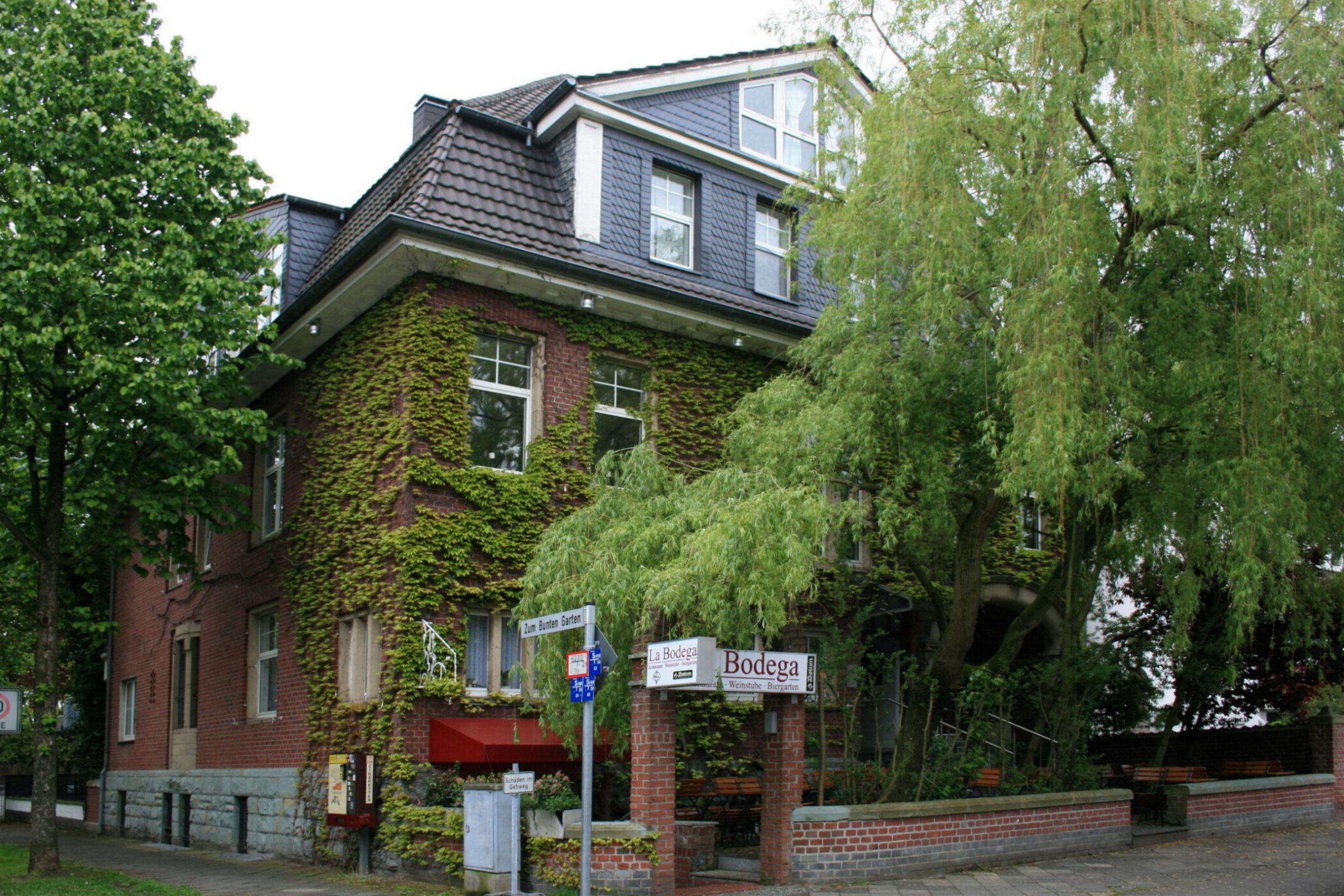
Wohnhaus (Stadtvilla), 2010

Das Wohnhaus Viersener Straße 180 steht in Mönchengladbach (Nordrhein-Westfalen) im Stadtteil Windberg.
Das Gebäude wurde Ende des 19. Jahrhunderts erbaut und unter Nr. V 006 am 4. Dezember 1984 in die Denkmalliste der Stadt Mönchengladbach eingetragen.

## Lage
Das Gebäude Viersener Straße 180 liegt am Rande des Bunten Gartens in Ecklage der Straße „Zum Bunten Garten“. 

## Architektur
Es handelt sich um ein zweigeschossiges Wohngebäude mit einer Giebelgestaltung zur Viersener Straße. Zur Straße am Bunten Garten geht das Walmdach in eine Satteldachform über.